# سو توماس (كاتبة خيال علمي)
سو توماس (بالإنجليزية: Sue Thomas)‏ هي كاتبة خيال علمي بريطانية، ولدت في 16 يوليو 1951 في ليسترشير في المملكة المتحدة.